# Association des critiques de séries
Pour les articles homonymes, voir ACS.
L'Association des critiques de séries (ACS) est une association française créée en 2015. Ses pratiques et buts ont été définis dans une profession de foi rédigée par ses membres fondateurs. Cette association diffuse un podcast et décerne chaque année les prix ACS, pour récompenser et mettre en valeur les séries françaises.

## Réalisations
Créée en 2015, l’association veut s'inscrire dans une tradition où « le commentaire sur l'art participe au débat intellectuel et à la vie démocratique », au même titre que la critique cinématographique ou la critique littéraire.  
À ce titre, depuis 2016, elle diffuse son propre podcast bimensuel, « Un épisode et j'arrête », lors duquel plusieurs de ses membres débattent de séries qui font l’actualité, ou de thématiques liées aux séries, en présence ou non d'un invité. 
Ses prix ACS récompensent chaque année les meilleures séries françaises depuis 2015,,.